# Balsfjord (Kommune)
Balsfjord ist eine Kommune im norwegischen Fylke Troms. Die Kommune hat 5595 Einwohner (Stand: 1. Januar 2025). Verwaltungssitz ist die Ortschaft Storsteinnes.

## Geografie
Die Gemeinde grenzt an Tromsø im Norden, Storfjord im Nordosten sowie Målselv im Süden. Des Weiteren besteht eine Seegrenze im Fjord Malangen zur Kommune Senja. Die Kommune umfasst das Gebiet rund um die Fjorde Malangen und Balsfjord (nordsamisch: Báhccavuotna). Der Malangen-Fjord liegt dabei an der Südgrenze, der Balsfjord im nördlicheren Gemeindeareal, wobei jedoch auch ein Gebiet nördlich des Fjords zur Kommune Balsfjord gehört. Zwischen den beiden Hauptfjorden liegt die Halbinsel Malangshalvøya, die zum Großteil zur Gemeinde gehört. Nur die nordwestliche Spitze geht in die Kommune Tromsø ein. Im inneren Bereich des Balsfjord liegen die beiden Ortschaften Storsteinnes und Nordkjosbotn.
Die Gemeinde reicht im Osten nahe an die Grenze zwischen Norwegen und Schweden heran. Die Erhebung Vassdalsfjellet auf der Ostgrenze stellt mit einer Höhe von 1587 moh. den höchsten Punkt der Kommune Balsfjord dar. Das Landesinnere im Osten ist von mehreren Tälern durchzogen, durch welche Flüsse in Richtung der Fjorde fließen. Am See Sagelvvatnet befindet sich ein wegen seines Vogelbestands unter Naturschutz gestelltes Gebiet.

## Einwohner
Der Großteil der Einwohner lebt im inneren Bereich des Balsfjords und den umliegenden Tälern. Der Rest der Einwohner verteilt sich vor allem auf die restlichen Küstenbereiche der Fjorde. Nach dem Zweiten Weltkrieg hielt sich die Einwohnerzahl mit wenigen Ausnahmen zumeist stabil oder ging zurück. In den 2010er-Jahren kam es diesbezüglich zu einer Trendwende. In der Gemeinde liegen zwei sogenannte Tettsteder, also zwei Ansiedlungen, die für statistische Zwecke als eine städtische Siedlung gewertet werden. Diese sind Storsteinnes mit 1131 und Nordkjosbotn mit 508 Einwohnern (Stand: 1. Januar 2024).
Die Einwohner der Gemeinde werden Balsfjording genannt. Offizielle Schriftsprache ist Bokmål, also die weiter verbreitete der beiden norwegischen Sprachformen.
| Jahr          | 1986 | 1990 | 1995 | 2000 | 2005 | 2010 | 2015 | 2020 | 2025 |
| ------------- | ---- | ---- | ---- | ---- | ---- | ---- | ---- | ---- | ---- |
| Einwohnerzahl | 6717 | 6378 | 6085 | 5749 | 5560 | 5515 | 5720 | 5559 | 5595 |

## Geschichte
Die Kommune Balsfjord entstand im Jahr 1860 durch die Abspaltung von Tromsøysund. Balsfjord hatte dabei bei seiner Gründung 3610 Einwohner, Tromsøysund verblieb mit 2633 Personen. Zum 1. Januar 1871 wurde Malangen mit 1425 Einwohnern von Balsfjord abgetrennt. Danach wurde Balsfjord noch von 2255 Personen bewohnt. Die erneute Zusammenlegung von Malangen mit zu diesem Zeitpunkt 1940 und Balsfjord mit 5053 Einwohnern erfolgte zum 1. Januar 1964. Am 1. Januar 1966 wurde ein von 131 bewohntes Gebiet an die Gemeinde Målselv überführt.
Die ursprünglich im Gebiet siedelnden Samen wurden in der Vergangenheit aus der Region verdrängt. Im Januar 2017 wurde ein Prozess gestartet, die vielen nur inoffiziell bestehenden samischen geografischen Bezeichnungen auch offiziell anerkennen zu lassen.

## Wirtschaft und Infrastruktur

### Verkehr
Durch Balsfjord verläuft in Nord-Süd-Richtung die Europastraße 6 (E6), die in Norwegen vom Südosten des Landes bis nach Nordnorwegen führt. Bei Nordkjosbotn mündet die Europastraße 8 (E8) in die E6. Diese führt von Tromsø aus dem Nordwesten kommend an der Nordküste des Balsfjords in den Osten. Außerhalb der Kommune zweigt die E8 wieder von der E6 ab und führt an die schwedische Grenze.

### Wirtschaft
Die Gemeinde gehört zu den am besten für die Landwirtschaft geeigneten in der Region Troms mit einer vergleichsweise großen landwirtschaftlich genutzten Fläche. Wichtige Bereiche für die Landwirte sind die Rinder-, Schaf- und Ziegenhaltung. Balsfjord ist die Kommune mit der größten Ziegenhaltung Norwegens und in Storsteinnes liegt der größte Ziegenkäseproduzent des Landes. Die Lebensmittelproduktion ist die wichtigste Industriebranche. Neben der Herstellung von Ziegenkäse wird in Nordkjosbotn auch Bier gebraut. Von Bedeutung ist zudem die Forstwirtschaft und die Fischerei, wobei vor allem in Gewässern außerhalb der Kommune gefischt wird. Im Jahr 2020 arbeiteten von etwa 2600 Arbeitstätigen nur 1800 in Balsfjord selbst, über 400 waren in Tromsø tätig. Die weiteren verteilten sich auf Gemeinden wie Målselv oder Storfjord.

## Name
Der Herkunft des Namens Balsfjord ist nicht genau bekannt. Der Bestandteil „Bals- “ könnte sich vom Namen des Gottes Balder ableiten oder vom samischen Wort „balsa“.

## Sehenswürdigkeiten
Zu den Sehenswürdigkeiten zählen einige rund 6000 Jahre alte Felsritzungen von Tennes, das alte Markthaus von Nordby und ein Sägewerk aus dem 18. Jahrhundert in Aursfjord. In Storsteinnes liegen das Balsfjord Fjordmuseum und das Våtmarksenter.

## Persönlichkeiten
- Edvard Holm Johannesen (1844–1901), Eismeerfahrer und Entdecker
- Andreas Beck (1864–1914), Seemann und Polarforscher
- Lillemor von Hanno (1900–1984), Schauspielerin und Schriftstellerin